# Parc national de Oued Zen
Le parc national de Oued Zen (arabe : الحديقة الوطنية بوادي الزان) est un parc national tunisien situé dans la délégation d'Aïn Draham, à environ 200 kilomètres à l'ouest de Tunis et à une cinquantaine de kilomètres à l'ouest de Jendouba.
Le parc fait partie de la Kroumirie qui est la région la plus humide de Tunisie. Il s'étend sur une superficie totale de 6 700 hectares constitués principalement de forêts de chênes zéens.